# Pravo opcije
Pravo opcije ili pravo preče kupovine je ugovorno pravo na sticanje određene imovine koje stupa na snagu pre nego što može biti ponuđeno nekoj drugoj osobi ili drugim licima. Naziva se još i “Prva opcija za kupovinu”.  Potiče od latinskog glagola emo, emere, emi, emptum, kupovina ili kupiti, i predlog pre, ranije. Pravo na sticanje postojeće imovine kada su u pitanju druge osobe je najčešće označeno kao “Pravo prvog odbijanja”.

## Kompanijske akcije
U praksi, najsličniji oblik prava opcije je prednost postojećih akcionara da kupe nove akcije koje je izdala kompanija prilikom ponude novih deonica postojećim deoničarima, koje su obično ali ne i uvek javno ponuđene. U ovom kontekstu, pravo opcija se takođe zove i pravo pretplate ili privilegija pretplate. Ovo je pravo, ali ne i obaveza, da postojeći akcionari kupe nove akcije pre nego sto su ponuđene javnosti. Na ovaj način akcionari mogu održati proprcionalno vlasništvo nad kompanijom, sprečavajući razređivanje akcija. U mnogim jurisdikcijama, prava privilegije automatski daje statut, na primer u Ujedinjenom Kraljevstvu, dok  se u drugim jurisdikcijama to javlja samo ako je predviđeno ustavnim dokumentima relevantne kompanije, na primer u Sjedinjenim Državama. U takvim zemljama često se krše prava akcionara što se završava sudskim postpukom pred Sudom Pravde Evropske Unije.
Ostale situacije u kojima se javlja pravo opcije jeste građevina. Stranama koje su bliske sa investitorom  se često  daju prava opcije u odnosu na nove stanove ili nekretnine koje se grade. 
Sveukupno, pravo opcija je slično konceptu kupovna opcija.

## Istorijsko značenje
U ranijem periodu, “pravo opcija ” je imalo odvojeno i posebno značenje od onoga koje mu je dato danas.
Prema međunarodnom zakonu, pravo preče kupovine se formalno odnosi na pravo nacije da zadrži robu koja prolazi kroz svoje teritorije ili mora, kako bi svojim subjektima priuštila pravo kupovine. Ovaj oblik prava je ponekad regulisan Međunarodnim ugovorom. 
U Sjedinjenim Državama u 18. veku, kada pojedinac kupi parvo opcija na zemlju, on nije kupio zemlju. On je samo kupio pravo da kupi zemlju. U slučaju Phelps i Gorham kupovine, sindikat je platio državi Masačusets 1,000,000 аmeričkih dolara za pravo opcije, i onda platili Indijancima, koji su mislili da poseduju zemlju, 5000$ u gotovini i godišnje 500$ rente zauvek za njihovo pravo na zemlju. 